# 熊口镇
熊口镇，是中华人民共和国湖北省潜江市下辖的一个乡镇级行政单位。

## 行政区划
熊口镇下辖以下地区：
新桥社区、沿河社区、阳场村、公议村、青年村、河东村、中务垸村、洪庄村、莲市村、白果树村、夏桥村、十屯村、李场村、吴家垸村、石阳村、孙桥村、剅湾村、赵脑村、瞄场村、马场村、郭湾村、庆丰村、新林村、贡士村、新沟村、熊口村、熊口林场生活区和洋湖院渔场生活区。

## 交通
- 351国道过境。